# Udo Ungar

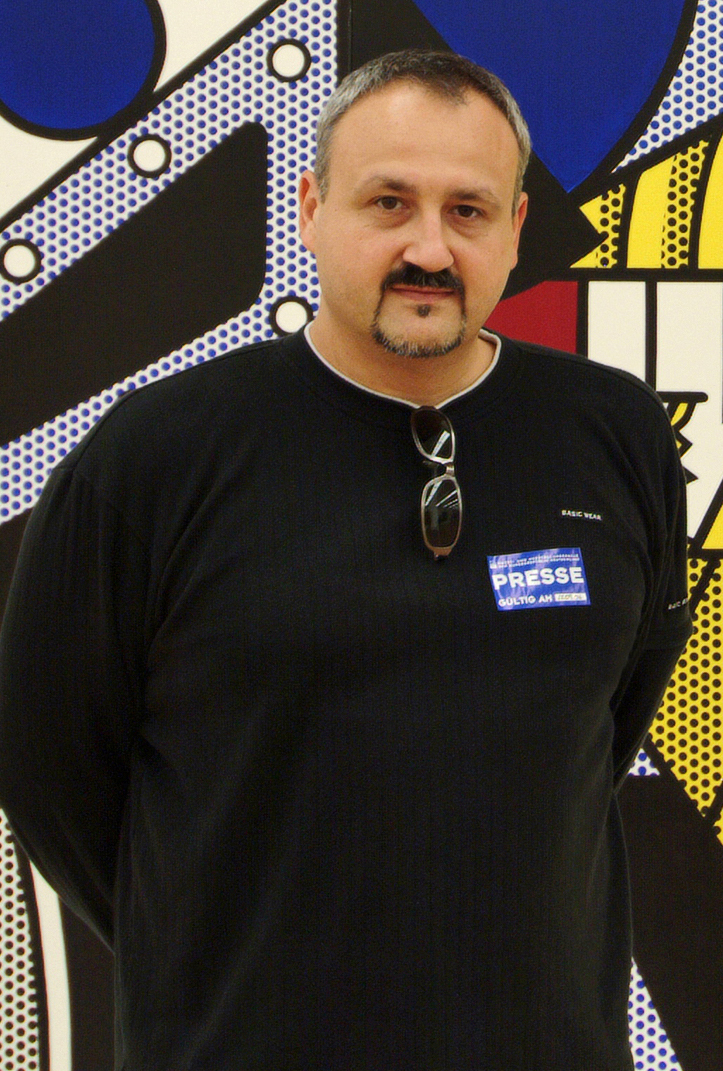
Udo Ungar bei einem Pressetermin 2006 in Bonn

Udo Ungar (* 31. Januar 1964 in Geilenkirchen) ist ein deutscher Fotograf und Designer.

## Leben
Udo Ungar wuchs in Baesweiler  in der Nähe von Aachen auf. Im elterlichen Architekturbüro und durch den Kontakt mit Künstlern wie Charlotte und Sepp Hürten, Herbert Krings und Helmut Lieblang lernte er früh schöpferische Tätigkeiten kennen und beschäftigte sich mit Fotografie, Malerei, Design und Grafik. Aus dieser Zeit stammen Design-Prototypen von Gitarren und Bässen.
Von 1987 bis 1992 studierte Udo Ungar Kommunikationsdesign an der Fachhochschule Dortmund. Im Grundstudium wurden die Designer in den Bereichen Foto/Film, Grafik und Objekt ausgebildet. Im Hauptstudium belegte Udo Ungar Bildjournalismus bei Professor Adolf Clemens. Parallel dazu arbeitete er als freischaffender Fotograf mit Kommilitonen im Bereich Werbung und Architektur und übernahm die Stelle als Studiomeister in einer Dortmunder Werbeagentur. Im Zuge dieser Tätigkeit bereiste er nach dem Mauerfall die ganze DDR und dokumentierte die Zustände in zahlreichen VEBs und Gemeinden.
Sein Diplomthema wählte er aufgrund der Erfahrungen aus seinen Reisen in die DDR nach dem Mauerfall und wegen seines familiären Hintergrundes. Er fotografierte auf vier Reisen im Jahr 1991/92 die deutsche Minderheit in Rumänien und schon ausgewanderte Siebenbürger-Sachsen in Deutschland und stellte fotografisch die Frage: „Siebenbürgen - 850 Jahre Deutsche in Rumänien. Das Ende einer Kultur?“ Im Rahmen dieser Arbeit fotografierte er im Auftrag des Siebenbürgen-Institutes auf Schloss Horneck in Gundelsheim. Es entstand ein umfangreiches Werk von über 12.000 Aufnahmen mit zum Teil historischem Wert. Präsentiert wurde die Diplom-Arbeit als Ausstellung im Studio Heroldstraße in Dortmund.
In den Jahren 1994 bis 2003 betrieb Ungar eine Werbeagentur in Dortmund und unterrichtete 1996–98 als Lehrbeauftragter für Elektronische Bildverarbeitung an der Fachhochschule Dortmund. Zwischenzeitlich unterrichtete er an diversen Bildungsinstituten und bildete Mediengestalter im eigenen Betrieb aus. 2004 verlegte Udo Ungar seinen Wohnsitz in die Südeifel nach Newel bei Trier und arbeitet freischaffend im Bereich Fotografie, Public Relations, Architektur-Design/Visualisierung und moderne Medien.

## Werk
Da Udo Ungar seit 1994 grafische Arbeiten im Bereich moderne Medien hinsichtlich Interfacedesign und Didaktik erstellt, umfassen seine Arbeiten neben fotografischen Themen auch Veröffentlichungen von interaktiven Lern-Medien – hier wurden Konzepte im Auftrag von Ministerien zur Wissensvermittlung erarbeitet: 1998 die CD-ROM Wald und Holz in Bayern in Zusammenarbeit mit Lache und Wegener, die als Lehrmittel in Bayern eingesetzt wurde. Die CD-ROM zur Stadtgeschichte Dortmunds wurde 2000 in Zusammenarbeit mit Prof. Dr. Schilp und Dr. Högl vom Stadtarchiv Dortmund als Lehrmittel für den Geschichtsunterricht erstellt. In Zusammenarbeit mit Lache und dem Stadtarchiv Bochum im Auftrag der LEG wurde 1999 die CD-ROM Wohn und Gewerbepark Holland über die Geschichte der Zeche Holland in Bochum veröffentlicht. Die Diplomarbeit wurde Anfang 2001 als interaktive CD-ROM mit Begleitbuch unter dem Titel „Siebenbürgen - das Ende einer Kultur?“ veröffentlicht.
In den letzten Jahren wurden fotografische Arbeiten als Bildband und als E-Book veröffentlicht. Ein Buch zeigt in einer Nachschau Porträtaufnahmen aus Rumänien, die 1991/92 außerhalb der Diplom-Serie entstanden. Alle Porträts sind analog fotografiert worden und liegen als Schwarzweiß-Aufnahmen vor.
Anfang 2013 erschien ein Buch mit Fotos aus der persönlichen Umgebung unter dem Titel „A Greeting from Germany“, in dem das iPhone als Filter zur Betrachtung des Alltäglichen benutzt wurde.

## Ausstellungen (Einzel- und Gruppenausstellung)
- Focus Award – Museum für Kunst und Kulturgeschichte Dortmund: Lichter der Stadt
- Studio Heroldstraße, Dortmund: Familie grillt – Ausstellung mit Installation
- Studio Heroldstraße, Dortmund: Siebenbürgen – 850 Jahre Deutsche in Rumänien. Das Ende einer Kultur?
- TZJ in Jülich: Architekturfotos von Bauten des Architekturbüros Schüssler aus Jülich
- TGW und Gelände Zeche Holland, Bochum: Ausstellung der Inhalte der CD-ROM Zeche Holland und Dauerausstellung durch Info-Stelen im Außenbereich.

## Veröffentlichungen
- 1998: CD-ROM: Wald und Holz in Bayern
- 1999: CD-ROM: Wohn und Gewerbepark Holland
- 2000/2001: CD-ROM: Dortmund virtuell erleben
- 2000: CD-ROM: Stadt und Geschichte Dortmund
- 2001: Buch und CD-ROM: Siebenbürgen – das Ende einer Kultur?
- 2012: Bildband: TRANSSYLVANIEN 1992 PORTRÄTFOTOS
- 2013: Bildband: A Greeting from Germany
- 2016: Bildband: "Hey, Changeons le Monde ensemble" – Jubiläum 25 Jahre Päerd´s Atelier in Merscheid/Luxemburg (47 SW-Fotos)

## Sammlungen
- Ruhr Museum in Essen – Diplomarbeit als Teil der Sammlung der Examensarbeiten von Prof. Adolf Clemens